# Ram Slam T20 Challenge 2014/15
Die Ram Slam T20 Challenge 2014/15 war die zehnte Saison der südafrikanischen Twenty20-Meisterschaft im Cricket und wurde von 2. November bis 12. Dezember 2014 ausgetragen. Dabei nahmen die sechs Franchises an dem Turnier teil, die auch im First-Class Cricket in Südafrika aktiv sind. Sieger waren die Cape Cobras, die sich im Finale mit 33 Runs gegen die Knights durchsetzten.

## Format
Die sechs Mannschaften spielten in einer Gruppe gegen jedes andere Team jeweils ein Mal. Der Gruppenerste qualifizierte sich direkt für das Finale, während der Gruppenzweite und -dritte zuvor ein Halbfinale austrugen, dessen Gewinner ebenfalls ins Finale einzog.

## Gruppenphase
Tabelle
Am Ende der Saison nahm die Tabelle die folgende Gestalt an.
| Teams       | Sp. | S | N | U | R | A | BP | Punkte | NRR    |
| ----------- | --- | - | - | - | - | - | -- | ------ | ------ |
| Cape Cobras | 10  | 8 | 1 | 0 | 0 | 1 | 3  | 37     | +1.146 |
| Lions       | 10  | 6 | 3 | 0 | 0 | 1 | 2  | 28     | +0.538 |
| Knights     | 10  | 4 | 3 | 0 | 0 | 3 | 2  | 24     | +0.233 |
| Dolphins    | 10  | 3 | 6 | 0 | 0 | 1 | 2  | 16     | +0.431 |
| Warriors    | 10  | 3 | 6 | 1 | 0 | 0 | 0  | 15     | −1.127 |
| Titans      | 10  | 2 | 7 | 1 | 0 | 0 | 0  | 11     | −0.511 |

### Spiele
| 2. November Scorecard | Johannesburg | Knights 205-5 (20)          | – | Warriors 131 (18.5) |
|                       |              | Knights gewinnt mit 74 Runs |   |                     |

| 2. November Scorecard | Johannesburg | Cape Cobras 207-5 (20)          | – | Titans 193-4 (20) |
|                       |              | Cape Cobras gewinnt mit 14 Runs |   |                   |

| 2. November Scorecard | Johannesburg | Dolphins 172-9 (20)         | – | Lions 173-4 (18.5) |
|                       |              | Lions gewinnt mit 6 Wickets |   |                    |

| 5. November Scorecard | Durban | Dolphins 181-4 (20)          | – | Warriors 127-8 (20) |
|                       |        | Dolphins gewinnt mit 54 Runs |   |                     |

| 7. November Scorecard | Kapstadt | Dolphins 127-9 (20)               | – | Cape Cobras 130-2 (15.4) |
|                       |          | Cape Cobras gewinnt mit 8 Wickets |   |                          |

| 7. November Scorecard | Centurion | Knights 179-7 (20)          | – | Titans 144-5 (20) |
|                       |           | Knights gewinnt mit 35 Runs |   |                   |

| 7. November Scorecard | East London | Warriors 144-6 (20)          | – | Lions 150-0 (14.2) |
|                       |             | Lions gewinnt mit 10 Wickets |   |                    |

| 9. November Scorecard | Potchefstroom | Lions 161-7 (20)            | – | Knights 161-7 (20) |
|                       |               | Lions gewinnt im Super Over |   |                    |

| 9. November Scorecard | Durban | Dolphins 194-5 (20)          | – | Titans 130-9 (20) |
|                       |        | Dolphins gewinnt mit 64 Runs |   |                   |

| 12. November Scorecard | Paarl | Cape Cobras | – | Knights |
|                        |       | No Result   |   |         |

| 14. November Scorecard | Bloemfontein | Titans 135-6 (20)             | – | Knights 140-2 (16.2) |
|                        |              | Knights gewinnt mit 8 Wickets |   |                      |

| 14. November Scorecard | Johannesburg | Lions 141-7 (20)          | – | Cape Cobras 94-9 (20) |
|                        |              | Lions gewinnt mit 47 Runs |   |                       |

| 14. November Scorecard | Port Elizabeth | Dolphins 142-6 (20)            | – | Warriors 143-3 (20) |
|                        |                | Warriors gewinnt mit 7 Wickets |   |                     |

| 16. November Scorecard | Durban | Cape Cobras 169-6 (20)         | – | Titans 165-7 (20) |
|                        |        | Cape Cobras gewinnt mit 4 Runs |   |                   |

| 16. November Scorecard | Durban | Warriors 126-7 (20)         | – | Lions 130-4 (19.3) |
|                        |        | Lions gewinnt mit 6 Wickets |   |                    |

| 16. November Scorecard | Durban | Dolphins 82 (18.5) | – | Knights |
|                        |        | No Result          |   |         |

| 21. November Scorecard | Durban | Dolphins 84-8 (10/10)             | – | Cape Cobras 89-3 (9.2/10) |
|                        |        | Cape Cobras gewinnt mit 7 Wickets |   |                           |

| 21. November Scorecard | Benoni | Titans 161-6 (16/16)                    | – | Lions 140-5 (16/16) |
|                        |        | Titans gewinnt mit 27 Runs (D/L method) |   |                     |

| 21. November Scorecard | East London | Knights 146-4 (20)             | – | Warriors 149-2 (19.3) |
|                        |             | Warriors gewinnt mit 8 Wickets |   |                       |

| 23. November Scorecard | Centurion | Titans 79-5 (8/8) | – | Warriors 79-5 (8/8) |
|                        |           | Unentschieden     |   |                     |

| 23. November Scorecard | Kapstadt | Cape Cobras 154-7 (20)          | – | Lions 77 (15.3) |
|                        |          | Cape Cobras gewinnt mit 77 Runs |   |                 |

| 26. November Scorecard | Benoni | Titans 176-7 (20)          | – | Dolphins 157-8 (20) |
|                        |        | Titans gewinnt mit 19 Runs |   |                     |

| 28. November Scorecard | Kimberley | Knights 167-5 (20)          | – | Dolphins 128 (18.3) |
|                        |           | Knights gewinnt mit 39 Runs |   |                     |

| 28. November Scorecard | Potchefstroom | Lions 179-3 (20)        | – | Titans 178-6 (20) |
|                        |               | Lions gewinnt mit 1 Run |   |                   |

| 28. November Scorecard | Port Elizabeth | Cape Cobras 187-3 (20)          | – | Warriors 115 (18.1) |
|                        |                | Cape Cobras gewinnt mit 72 Runs |   |                     |

| 30. November Scorecard | Bloemfontein | Lions 121-7 (20)               | – | Dolphins 122-5 (19.1) |
|                        |              | Dolphins gewinnt mit 5 Wickets |   |                       |

| 30. November Scorecard | Bloemfontein | Cape Cobras 145-4 (20)         | – | Knights 137-4 (20) |
|                        |              | Cape Cobras gewinnt mit 8 Runs |   |                    |

| 30. November Scorecard | Bloemfontein | Warriors 148-7 (20)          | – | Titans 128-7 (20) |
|                        |              | Warriors gewinnt mit 20 Runs |   |                   |

| 3. Dezember Scorecard | Paarl | Warriors 131-5 (20)               | – | Cape Cobras 135-1 (18.1) |
|                       |       | Cape Cobras gewinnt mit 9 Wickets |   |                          |

| 3. Dezember Scorecard | Kimberley | Knights 186-7 (20) | – | Lions 22-0 (2.2) |
|                       |           | No Result          |   |                  |

## Playoffs

### Halbfinale
| 7. Dezember Scorecard | Johannesburg | Lions 148-5 (20)              | – | Knights 150-2 (17.5) |
|                       |              | Knights gewinnt mit 8 Wickets |   |                      |

### Finale
| 12. Dezember Scorecard | Kapstadt | Cape Cobras 158-4 (20)          | – | Knights 125-9 (20) |
|                        |          | Cape Cobras gewinnt mit 33 Runs |   |                    |